# Henri Vieuxtemps

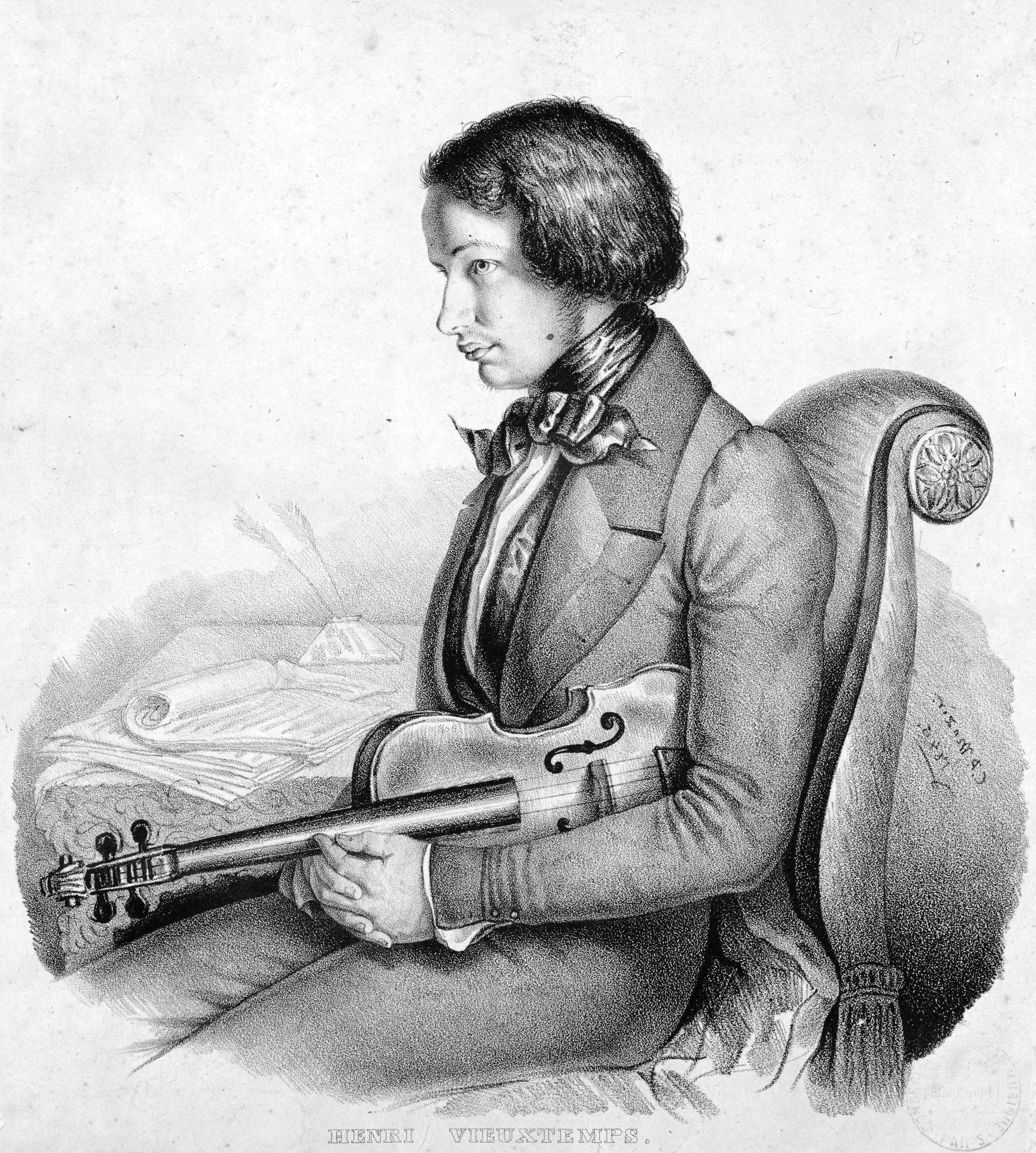
Henri Vieuxtemps da fanciullo

Henri François Joseph Vieuxtemps (Verviers, 17 febbraio 1820 – Mustapha Supérieur, 6 giugno 1881) è stato un violinista e compositore belga.

## Biografia
Sua madre era una tessitrice, suo padre era un violinista dilettante e un liutaio. Cominciò lo studio del violino sotto la guida del padre e di un insegnante del luogo, e fece il suo debutto in pubblico all'età di 6 anni, suonando un concerto di Rode. Presto avrebbe dato molti concerti in varie città vicine, come Liegi e Bruxelles dove incontrò il violinista Charles Auguste de Bériot, che sarebbe diventato il suo maestro. Nel 1829, Beriot lo portò con sé a Parigi dove ebbe un grande successo in seguito a una sua performance, durante la quale aveva risuonato il concerto di Rode, ma sarebbe dovuto ritornare già l'anno dopo a causa della Rivoluzione di Luglio e del matrimonio di Beriot con Maria Malibran. Tornato a Bruxelles, Vieuxtemps perfezionò la sua tecnica da solo. Un tour in Germania nel 1833 lo portò all'amicizia con Louis Spohr e con Schumann che comparò il ragazzo a Paganini. In seguito suonò in moltissime città europee, impressionando non solo il pubblico, ma anche grandi musicisti e violinisti come Berlioz e lo stesso Paganini che incontrò nel suo debutto a Londra nel 1834.
Ma Vieuxtemps aveva anche aspirazione a diventare un compositore, e avendo già preso lezioni da Simon Sechter a Vienna, trascorse l'inverno del 1835–1836 studiando composizione con Antoine Reicha a Parigi. Il suo primo concerto per violino, più tardi pubblicato come Concerto No. 2, è infatti datato in quel periodo.
Il Concerto No. 1 di Vieuxtemps, fu apprezzato quando lui stesso lo suonò a San Pietroburgo nel 1840, e un anno più tardi a Parigi; Berlioz lo definì "una magnifica sinfonia per violino e orchestra". Stabilitosi a Parigi, Vieuxtemps continuò a comporre con grande successo e grandi esecuzioni in tutta Europa. Con il pianista Sigismond Thalberg, diede concerti anche negli Stati Uniti. Fu particolarmente ammirato in Russia dove si stabilì dal 1846 al 1851 lavorando come musicista di corte per Nicola I e suonando da solista al Teatro Imperiale. Fondò la scuola violinistica del Conservatorio di San Pietroburgo e diede il suo contributo per la nascita di una "Scuola russa" per violinisti. Nel 1871, ritornò nella sua patria natia dove insegnò al Conservatorio di Bruxelles, avendo anche Eugène Ysaÿe come allievo.

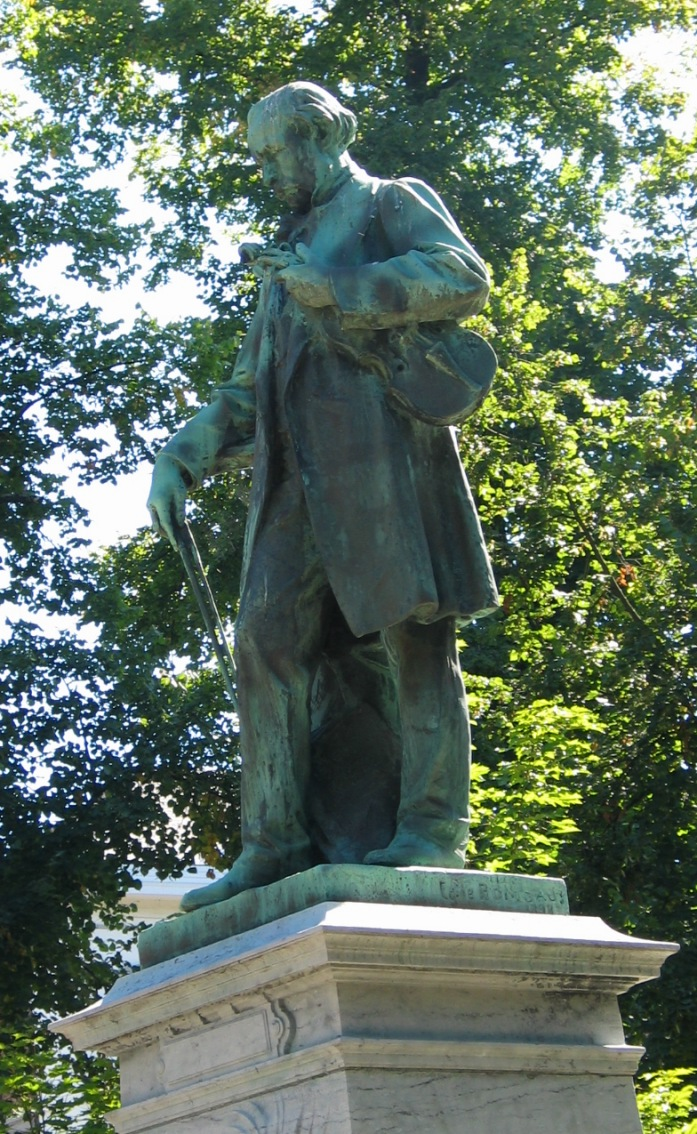
Il monumento a Vieuxtemps a Verviers

Due anni più tardi una paralisi gli rese il braccio sinistro inutilizzabile e ritornò a Parigi; la sua classe fu affidata a Henryk Wieniawski. Nel 1879 ebbe ancora il braccio sinistro inutilizzabile, e ciò pose fine alla sua carriera violinistica. Trascorse i suoi ultimi anni in un sanatorio a Mustapha Superiore, in Algeria, con sua figlia e sua moglie, continuando a comporre, ma rammaricandosi di non poter più suonare o non poter ascoltare le sue composizioni suonate da qualcuno in Europa.
Massone, fu membro della Loggia Les Amis philanthropes del Grande Oriente del Belgio, a Bruxelles.
La maggior parte dell'opera compositiva di Vieuxtemps è scritta per il suo strumento, compresi sette concerti per violino e orchestra. Durante gli ultimi anni della sua vita, non potendo suonare il violino, le sue composizioni furono anche rivolte ad altri strumenti, come due concerti per violoncello e una sonata per viola, fra le altre. Scrisse anche tre quartetti per archi. Tuttavia è grazie ai sette concerti per violino che il nome di Vieuxtemps occupa una posizione rilevante per quanto riguarda la scuola violinistica franco-belga.
Porta il suo nome un violino Guarneri del Gesù, il Guarneri Vieuxtemps, sul quale il musicista eseguì proprie composizioni.
Gli è stato dedicato l'asteroide 40007 Vieuxtemps.